# Gongsun Yue
Gongsun Yue (chinesisch 公孫越) ist eine Figur aus Luo Guanzhongs Roman Die Geschichte der Drei Reiche, die zur Zeit der Drei Reiche (3. Jahrhundert n. Chr.) in China spielt. Als jüngerer Bruder des Warlords Gongsun Zan wird er von diesem zu Yuan Shao gesandt, um über die Aufteilung der nördlichen Provinzen (das Gebiet um die heutige Provinz Jilin) zu verhandeln. Auf dem Rückweg wird er jedoch von Yuan Shaos Männern ermordet, was Gongsun Zan zum Anlass nimmt, gegen Yuan Shao in den Krieg zu ziehen.